# غوستاف ليند
غوستاف ليند (مواليد 4 يونيو 1995) هو ممثل سويدي، أشتهر عالمياً لدوره في فيلم ملكة القلوب.

## روابط خارجية
- غوستاف ليند على موقع IMDb (الإنجليزية)
- غوستاف ليند على موقع ميتاكريتيك (الإنجليزية)
- غوستاف ليند على موقع روتن توميتوز (الإنجليزية)
- غوستاف ليند على موقع ألو سيني (الفرنسية)
- غوستاف ليند على موقع أول موفي (الإنجليزية)
- غوستاف ليند على موقع قاعدة بيانات الأفلام السويدية (السويدية)
- غوستاف ليند على موقع قاعدة بيانات الفيلم (الإنجليزية)